# Dans la peau de Jacques Chirac
Pour plus de détails, voir Fiche technique et Distribution.
Dans la peau de Jacques Chirac est un film français réalisé par Michel Royer et Karl Zéro, sorti le 31 mai 2006. Ce faux documentaire, ou « documenteur », met en scène la biographie vidéo de Jacques Chirac, alors président de la République française, sur un ton très critique et satirique.
Le film remporte le César du meilleur film documentaire en 2007, lors de la 32e cérémonie des César.

## Synopsis
Dans la peau de Jacques Chirac retrace la carrière de l'homme politique depuis son entrée au gouvernement Pompidou en 1967 à partir des archives audiovisuelles de ses passages télévisés. Il s'agit pour le président de la République, dont la voix est imitée par Didier Gustin, d'établir le bilan de ses années de pouvoir à un an des élections présidentielle et législatives de 2007.
Michel Royer et Karl Zéro ont sélectionné, parmi des milliers d'heures d'archives, les 
moments-clé de la vie d'homme politique de Jacques Chirac, ses contradictions à répétition, sa capacité à se débarrasser de ses ennemis politiques, et à, finalement, conquérir le pouvoir.

## Commentaires
Selon Karl Zéro, le réalisateur, le film n'atteint pas son but premier, à savoir démolir définitivement la réputation de Jacques Chirac. Il dit avoir commencé à travailler à son film « avec deux haches à la main », et n'avoir réussi qu'à montrer « ce que Jacques Chirac est vraiment », c'est-à-dire un Français bien caricatural, débonnaire et considérant que les lois sont pour les autres, mais ayant un bon fond bien sympathique[réf. nécessaire].

« C'est vrai qu'avec mon coréalisateur Michel Royer, l'idée initiale était de le dézinguer. On était en 2004, Chirac était à l'Élysée depuis 1995, et on voulait compiler toutes les archives pour montrer à quel point c'était un pantin grotesque qu'on détestait. Et au fur et à mesure qu'on avançait, on le trouvait sympa. De plus en plus. Au point de céder à un irrésistible mimétisme : on se mettait à parler comme lui, je me suis coiffé comme lui… À la fin, c'était notre copain ! Et le film est finalement un cri d'amour. »

— Karl Zéro, 2019.

« Karl Zéro voulait faire un Jacques Chirac en caricature. Je lui ai dit non, essayons de le faire tel qu'il peut être dans la vie. Il discute, il parle en fumant une clope, en buvant un verre de vin. On a raconté son histoire de façon marrante avec toutes les contradictions que pouvait avoir le personnage. »

— Didier Gustin, 2019.

## Fiche technique

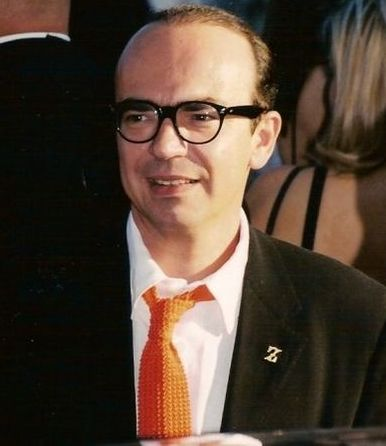
Karl Zéro au festival de Cannes 2001.

- Titre : Dans la peau de Jacques Chirac
- Réalisation : Michel Royer et Karl Zéro
- Scénario : Michel Royer, Karl Zéro et Éric Zemmour
- Production : Bonne Pioche et Méfiez-Vous des Contrefaçons
- Musique : Laurent Levesque et Kraked Unit
- Montage : Pascal Ryon
- Pays d'origine :  France
- Format : couleur - 1.85:1 - Dolby numérique - 35 mm
- Genre : faux documentaire
- Durée : 90 minutes
- Date de sortie : 31 mai 2006 (France)

## Distribution
- Jacques Chirac : Dans son propre rôle a partir d’imagés d’archives
- Didier Gustin : La voix de Jaques Chirac

## Production
Michel Royer et Karl Zéro passent d'abord plus d'un an à regarder les archives télévisées impliquant Jacques Chirac, Karl Zéro expliquant qu'il serait le personnage le plus passé à la télévision française, quasiment tous les jours depuis 1967. Ils visionnent ainsi « des centaines de milliers d'heures, c'était insupportable ! ». Des archives étrangères sont aussi étudiées, notamment parce que les journalistes étrangers sont selon Zéro moins déférents à l'égard de Chirac que les journalistes français.
Le film nécessite un important budget de 1,8 million d'euros, principalement destiné à l'achat des droits d'utilisation des archives auprès de l'Institut national de l'audiovisuel. Il est majoritairement financé par Karl Zéro lui-même, ainsi que par la société Bonne Pioche (productrice du documentaire à succès La Marche de l'empereur), sans l'apport de chaînes de télévision, réticentes à diffuser ce « documenteur ».
L'écrivain polémiste Éric Zemmour, qui avait un livre sur Jacques Chirac, L'Homme qui ne s'aimait pas, participe à l'élaboration des textes du film, mais Karl Zéro déclare n'avoir que peu utilisé ce qu'il avait écrit : « Je lui ai demandé ce qu'il pouvait nous apporter. Il a commencé à raconter son point de vue, qu'il a mis par écrit sur une dizaine de pages moyennant 15 000 euros environ. La synthèse de son boulot, c'était que Jacques Chirac était un grand con qui ne savait pas quoi faire de sa vie. Je ne sais pas si ça vaut 15 000 euros, mais bon, c'était trop tard, j'avais payé ! J'aurais sans doute pu trouver une gorge profonde plus volubile et moins chère ! ».

## Autour du film
- On entend souvent la chanson Jacques Chirac, maintenant.
- Le 23 mai 2012 à 22 h 40 est diffusé sur Canal + une sorte de suite à Dans la peau de Jacques Chirac intitulée Chirac rebat la Campagne. Une fois de plus, Karl Zéro fait appel à l'imitateur Didier Gustin, qui prête sa voix à l'ancien président de la République, cette fois-ci pour commenter l'élection présidentielle de 2012[6].

## Accueil
Claude Chirac, fille de Jacques Chirac, accuse Karl Zero d'avoir fait un portrait à charge. D'autres, à l'inverse, trouvent que le film le rend sympathique et humain, à l'instar de sa marionnette aux Guignols de l'info.

« Des responsables du Vrai Journal, on attendait un pamphlet ironique. Leur vrai-faux documentaire est plus malin. Il n'y a, ici, aucune image truquée, mais plutôt des archives rares ou inscrites au panthéon du bêtisier, des déclarations authentiques truffées de contradictions. Résultat : la réalité est plus épatante que la fiction. D'aucuns trouvent le portrait à charge, on préfère le terme « mordant ». Ambitieux, roublard, coléreux, drôle, perdu, Jacques Chirac y apparaît finalement tel qu'il est: un humain comme les autres — le problème, c'est qu'il est aussi président de la République. Capable de bévues phénoménales et de ridicule croquignolet. Que soulignent avec pertinence Karl Zéro et Eric Zemmour, via un texte introspectif « pour de rire » — ce qu'on entend sont les pensées quelque peu arrangées de Chirac. Et qui provoquent beaucoup de rires. »

— Christophe Carrière, L'Express, 1er juin 2006.

« Dans la peau de Jacques Chirac (…) est un impitoyable montage d'images choisies parmi des milliers d'archives (…). Quel homme politique résisterait à un tel traitement : pointer du doigt les contradictions dans quarante ans de discours ? Avec celui-là, il est vrai, on n'est jamais déçu. (…) Le film a juste un point faible : le mélange des genres. Parfois, la voix de l'imitateur Didier Gustin se substitue à celle de Chirac pour commenter, en disant « je », ses victoires, ses défaites ou ses gaffes. L'artifice affaiblit la démonstration. (…) Grâce à un fantastique travail de recherche, cette « autobiographie non autorisée » retrace quarante ans de vie politique à travers un homme qui fut ministre, Premier ministre, maire de Paris, député, conseiller général puis président de la République. Ceux qui n'aiment pas Jacques Chirac y trouveront toutes les raisons de conforter leur opposition, même si la tendresse de Karl Zéro affleure souvent sous sa férocité. Et ceux qui l'aiment revivront avec émotion (eh oui !) ce destin comme on n'en fera sans doute plus. En pleurant peut-être sur leurs illusions envolées. »

— Béatrice Houchard, Le Parisien, 31 mai 2006.

## Citations
- « Je vous ai eus à l'usure quand tant d'autres ont perdu au mérite. »
- « Tu les rinces un peu, et hop, tous derrière et moi devant, comme le petit cheval blanc. »
- « L'Europe, ça m'en touche une sans faire bouger l'autre. »
- « Si vous saviez le plaisir que j'ai pu éprouver à passer pour un blaireau, surtout au milieu de corniauds. »
- « Ils voulaient ma place, mais malheureusement des juges se sont intéressés à certains d'entre eux de près, qu'y puis-je, la justice dans notre pays est indépendante, et d'ailleurs je suis le garant de son indépendance. »
- « Comme on dit en Corrèze, qui s'est frotté à l'ail, ne peut sentir la giroflée. »
- « Ça sent le Roussin, heuuuuuu, le roussi. »
- « Que voulez vous, je suis Français, et j'adore aller expliquer aux autres ce que je suis infoutu de faire chez moi. »
- « La petite saleté. - Comme je dis maintenant il faut marcher dessus, et du pied gauche en plus, ça porte bonheur. » (en parlant de Nicolas Sarkozy).
- « Les feux rouges, je les ai grillés toute ma vie, tu crois peut-être qu'on en arrive là en auto-stop ? »

## Distinctions
- 2007 : César du meilleur film documentaire, décerné à Michel Royer et Karl Zéro[9].